# Bansko (huyện)
Bansko là một huyện thuộc tỉnh Blagoevgrad, Bungaria. Dân số thời điểm năm 2011 là 13125 người.